# اورداچهی
اورداچهی (به مجاری: Ordacsehi) یک شهرداری در مجارستان است که در ناحیه فونیود واقع شده‌است. اورداچهی ۲۲٫۵۶ کیلومتر مربع مساحت و ۷۹۹ نفر جمعیت دارد.